# Clare Hollingworth
Pour les articles homonymes, voir Hollingworth.
Clare Hollingworth est une journaliste britannique, née le 10 octobre 1911 à Knighton (en) (Leicestershire) et morte le 10 janvier 2017 à Hong Kong (Chine).
Correspondante de guerre dès le début de sa carrière en 1939, elle est la première journaliste à voir et rapporter les préparatifs de l'invasion de la Pologne par l'armée allemande.

## Biographie
Son intérêt pour les conflits est stimulé par la visite avec son père de lieux de bataille en Angleterre et en France. Elle s'inscrit dans une école d'arts ménagers, mais ne s'y plaît pas. Pendant l'entre-deux-guerres elle milite dans la League of Nations Union, la plus importante organisation pacifiste du Royaume-Uni. Elle obtient une bourse pour étudier à l'École d'études slaves et d'Europe orientale de Londres, puis apprend le croate à l'université de Zagreb,. Elle devient pigiste pour le New Statesman. 
Dès avant 1939, elle connaît la Pologne, ayant travaillé dans l'aide à ceux qui ont fui la région des Sudètes après son annexion par l'Allemagne hitlérienne. En juin 1939, elle est choisie comme candidate par le Parti travailliste pour la circonscription parlementaire de Melton, mais le déclenchement de la Seconde Guerre mondiale empêche la tenue de l'élection. 

### Seconde Guerre mondiale
Après l'annexion des Sudètes par l'Allemagne nazie, elle se rend à Varsovie, où elle travaille avec des réfugiés tchèques, aidant plusieurs milliers de personnes à obtenir des visas pour le Royaume-Uni. 
Elle est envoyée en août 1939 par le Daily Telegraph à la frontière germano-polonaise et son reportage sur l'importante présence de divisions blindées allemandes dans la région fait la une de son journal ; c'est elle qui, le 1er septembre, informe par téléphone l'ambassade britannique de Varsovie de l'invasion.
En 1940, elle est envoyée en Roumanie pour couvrir l'abdication forcée du roi Carol II et les troubles qui s'ensuivent. L'année suivante, elle se rend en Égypte, en Turquie et en Grèce comme correspondante de guerre - alors que les femmes ne sont à cette époque pas formellement accréditées pour de telles missions. Après la prise de Tripoli par le maréchal Montgomery en 1943, elle est renvoyée au Caire, mais souhaitant se rapprocher du front, elle se rend à Alger pour le compte du Chicago Daily News auprès des troupes du général Eisenhower, qui prépare la campagne de Tunisie. En 1944-1945, elle travaille en Palestine et en Iran, où elle est la première journaliste à interviewer le shah Mohammad Reza Pahlavi.

### Proche-orient et Asie
Pendant les premières années d'après-guerre, elle travaille pour l'essentiel au Proche-Orient. Elle est parmi les rescapés de l'attentat de l'hôtel King David le 22 juillet 1946. Son premier mariage de 1936 avec Vandaleur Robinson est dissous en 1951. En 1952, elle épouse en Égypte son confrère Geoffrey Hoare, qu'elle a suivi pendant la guerre ; elle vit avec lui de 1945 à la mort de ce dernier en 1966.
Installée à Paris, elle suit la guerre d'Algérie. En 1963 elle s'aventure à pointer du doigt dans The Guardian Kim Philby comme « le troisième homme ». Après la mort de Hoare, elle suit la guerre du Viêt Nam, puis se concentre sur l'Asie de l'Est. Elle est nommée correspondante en Chine du Daily Telegraph en 1973 (la première depuis l'avènement de la République populaire en 1949) ; elle rencontre notamment Zhou Enlai et l'épouse de Mao Zedong, Jiang Qing. 
En 1981, elle s'installe à Hong Kong et rapporte l'actualité de la colonie, de la République populaire de Chine et des pays et territoires voisins. Elle observe les manifestations de la place Tian'anmen depuis le balcon du Beijing Hotel. Elle publie ses mémoires (Front Line) en 1990. 
Elle meurt le 10 janvier 2017, à l'âge de 105 ans.

## Carrière
- 1939–1941 : correspondante du Daily Telegraph
- 1941–1945 : travaille pour plusieurs journaux au cours de la Seconde Guerre mondiale
- 1950–1967 : correspondante du Guardian
- 1967–1981 : correspondante du Daily Telegraph
- 1973 : ouverture du premier bureau du Daily Telegraph à Pékin

- 1981 : correspondante du Sunday Telegraph
- 1997 : correspondante de Libération à Hong Kong[8]

## Livres
- (en) Poland's Three Weeks' War, 1940.
- (en) There's a German Right Behind Me, 1945.
- (en) The Arabs and the West, 1950.
- (en) Mao and the Men Against Him, 1984.
- (en) Front Line, mémoires, 1990 ; complété et corrigé avec Neri Tenorio, 2005.

## Récompenses
En 1962 Hollingworth a été nommée Woman Journalist of the Year pour ses reportages sur la guerre d'Algérie (Hannen Swaffer Awards). En 1994, elle reçoit le prix James Cameron et, en 1999, un prix pour l'ensemble de sa carrière du programme de télévision What the Papers Say. En 1982, elle devient officier de l'ordre de l'Empire britannique,.